# Via Mazzini (Verona)
Via Mazzini è un'importante strada pedonale di Verona; situata nel cuore del centro storico, collega le due più importanti piazze cittadine, piazza Bra e piazza Erbe.

## Storia
La prima parte della strada, partendo da piazza Erbe, ricalca perfettamente quello che fu il decumano destrato secondo della Verona romana, mentre la seconda parte, che prende una direzione leggermente diversa, venne aperta nel 1391, quando Gian Galeazzo Visconti ordinò la demolizione di alcuni edifici che altrimenti non avrebbero consentito una facile raggiungibilità della Bra e, quindi, della Cittadella fortificata.
Tra la popolazione questa strada prese così il nome di "via Nuova" (via nóa in dialetto veronese), distinguendola così dalle altre strade cittadine che all'epoca non avevano ancora toponimi ufficiali. La strada rimase a lungo priva di pavimentazione e occupata in molte zone dalle tettoie delle botteghe, fino a quando nel 1818, su richiesta e a spese degli abitanti prospicienti la via, venne lastricata la parte più vicina a piazza Bra. Nel 1907 l'Amministrazione comunale decise di sostituire il nome popolare e dedicarla a Giuseppe Mazzini, mentre solo nel 1998 venne realizzata una nuova pavimentazione in marmo, completa e uniforme in tutto il percorso.

## Descrizione

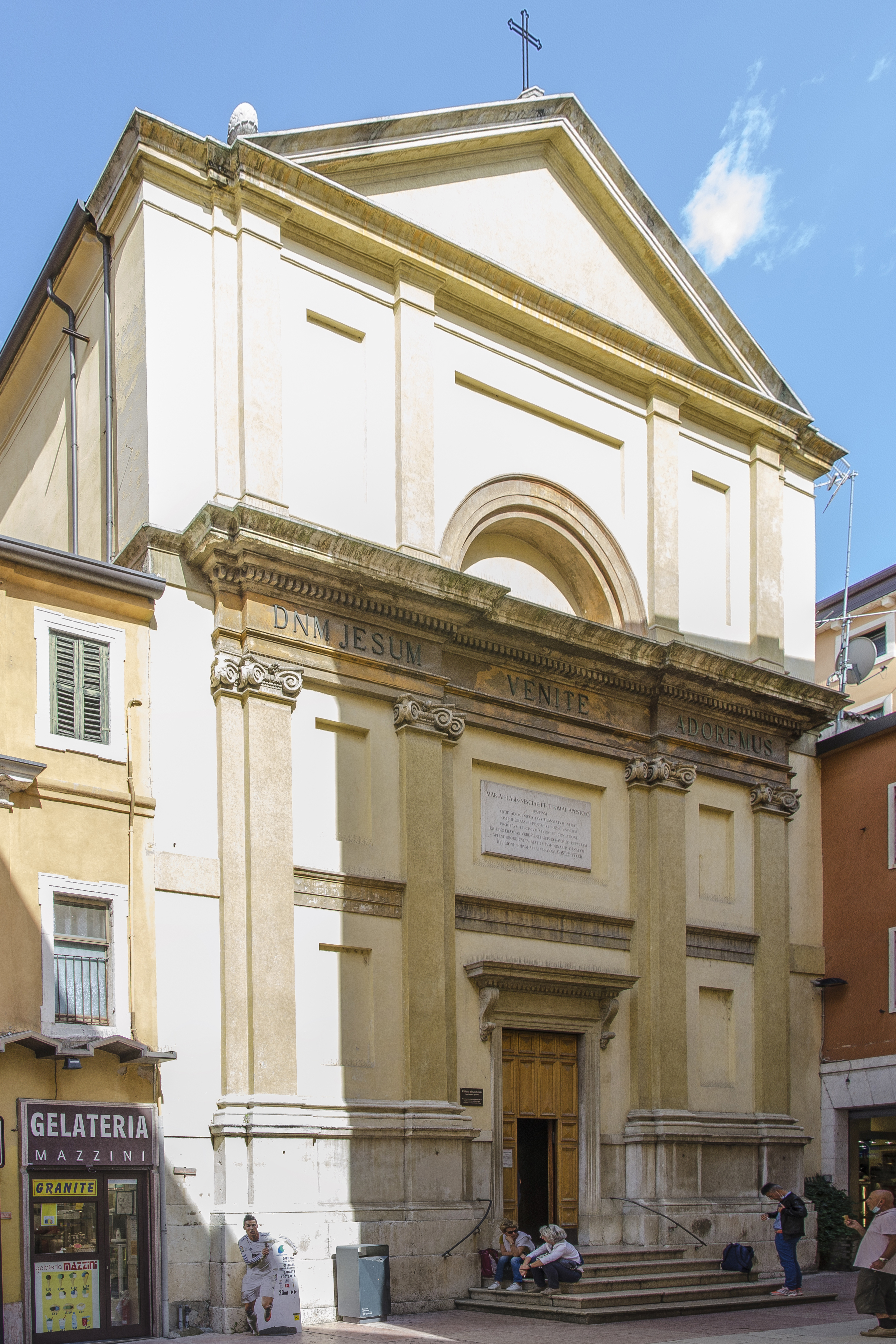
La facciata della chiesa di San Tomio, fotografata da via Mazzini

Partendo dalla piazza delle Erbe il primo elemento di interesse che si incontra, sulla sinistra, è la chiesa di San Tomio, presso cui, tra l'altro, fu recuperato nel Cinquecento parte di un arco romano risalente al II secolo, facente parte quasi sicuramente del porticato del foro romano di Verona. L'aspetto neoclassico attuale dell'edificio deriva sia dal progetto del 1748 dell'architetto Adriano Cristofali, che dalla trasformazione in teatro, su disegno di Luigi Trezza, del 1815; la chiesa venne infatti soppressa per decreto napoleonico nel 1810 e venne riaperta al culto solo nel 1842.
Poco più avanti, al civico 19, si trova un edificio di origine quattrocentesca, palazzo Giusti; per un certo periodo una parte del complesso, divenuta palazzo Sambonifacio dopo che fu ereditata dall'omonima famiglia, venne denominato "Accademia", poiché fu sede di un teatro e dell'Accademia dei Filotimi, fondata nel XVI secolo per mantenere vivi gli interessi per l'arte militare nella nobiltà cittadina. La parte più antica del palazzo prospiciente via Mazzini reca ancora lo stemma della famiglia Giusti sul portale a sesto acuto, scolpito con spirali fiorite, oltre che due finestre gotiche trilobate. Al civico 36 invece si trova il palazzo Morando Zeiner Wallner, un grande edificio progettato da Domenico Curtoni sul finire del Cinquecento e restaurato nell'Ottocento con gusto sanmicheliano da Francesco Ronzani.
Nel punto in cui la strada si allarga e cambia direzione venne realizzata nel 1816 la loggia Arvedi, il cui progetto fu commissionato dal fabbricante di seta Gian Antonio Arvedi all'architetto veronese Giuseppe Barbieri: si tratta di uno degli esempi più interessanti del neoclassicismo veronese. La facciata ha un corpo centrale avanzato, con il piano terra che si articola su tre arcate a tutto sesto impostate su semicolonne, e con le chiavi di volta recanti le raffigurazioni di leoni (nelle arcate laterali) e della testa di Mercurio (in quella centrale). Al livello superiore si apre invece la loggia che dà il nome al palazzo, con colonne ioniche e balcone a pianta ellittica. L'edificio si conclude in alto con un timpano dove è raffigurato Ercole che lotta contro il leone Nemeo.
L'ultimo tratto della strada non presenta architetture di particolare rilievo, invece dal punto di vista storico si segnala nell'ultima casa a sinistra, prospiciente piazza Bra, la presenza di due epigrafi che commemorano due giovani uccisi per mano austriaca negli anni sessanta dell'Ottocento. Proprio qui, dove la via si apre verso la piazza, si trova la colonna su cui è stata eretta una edicola del Trecento, sulle cui quattro facce sono scolpiti San Marco, San Antonio Abate, San Giacomo e la Madonna.